# Scaptomyza cochleata
Scaptomyza cochleata är en tvåvingeart som beskrevs av Burla 1957. Scaptomyza cochleata ingår i släktet Scaptomyza och familjen daggflugor.
Artens utbredningsområde är Kenya. Inga underarter finns listade i Catalogue of Life.